# 1604 Tombaugh
1604 Tombaugh là một tiểu hành tinh vành đai chính được phát hiện bởi Carl Otto Lampland ngày 24 tháng 3 năm 1931 ở Đài thiên văn Lowell ở Flagstaff, Arizona. Nó được đặt theo tên Clyde W. Tombaugh, who discovered dwarf planet Pluto (which was considered as a planet in that time) in 1930. The asteroid's original designation was 1931 FH.